# Acartauchenius mutabilis
Acartauchenius mutabilis là một loài nhện trong họ Linyphiidae.
Loài này thuộc chi Acartauchenius. Acartauchenius mutabilis được J. Denis miêu tả năm 1967.